# Emanuele Lodolini
Emanuele Lodolini (Ancona, 12 agosto 1977) è un politico italiano.

## Biografia
Nel 2008 si presenta come candidato sindaco nel comune di Falconara Marittima (AN) dove al ballottaggio cede il tricolore a Goffredo Brandoni, Primo sindaco di centro-destra del comune adriatico.
Alle elezioni politiche del 2013 viene eletto deputato della XVII legislatura della Repubblica Italiana nella circoscrizione XIV Marche per il Partito Democratico.
Alle elezioni del 2018 è ricandidato alla Camera dei Deputati per il centro-sinistra nel collegio uninominale di Ancona, ma non viene rieletto.